# Костів (Богодухівський район)
Ко́стів — село в Україні, у Валківській міській громаді Богодухівського району Харківської області. Населення становить 565 осіб. До 2020 орган місцевого самоврядування — Костівська сільська рада.

## Географія
Село Костів примикає до м. Валки, за 1 км знаходяться села Семківка і Колодківка.

## Історія
За даними на 1864 рік на власницькому хуторі Валківської волості Валківського повіту мешкало 530 осіб (269 чоловічої статі та 261 — жіночої), налічувалось 61 дворове господарство.
Станом на 1885 рік на колишньому державному хуторі Валківської волості мешкало 785 осіб, налічувалось 121 дворове господарство.
Станом на 1914 рік кількість мешканців зросла до 1300 осіб.
12 червня 2020 року, розпорядженням Кабінету Міністрів України № 725-р «Про визначення адміністративних центрів та затвердження територій територіальних громад Харківської області», увійшло до складу Валківської міської громади.
19 липня 2020 року, в результаті адміністративно-територіальної реформи та ліквідації Валківського району, село увійшло до складу Богодухівського району.

## Населення

### Мова
Розподіл населення за рідною мовою за даними перепису 2001 року:
| Мова       | Кількість | Відсоток |
| ---------- | --------- | -------- |
| українська | 520       | 92.03%   |
| російська  | 40        | 7.08%    |
| білоруська | 3         | 0.53%    |
| вірменська | 1         | 0.18%    |
| румунська  | 1         | 0.18%    |
| Усього     | 565       | 100%     |

## Відомі особи
- Коцюба Гордій Максимович — письменник, представник Розстріляного Відродження;
- Христенко Макар Тимофійович — кобзар.